# 穗序木蓝
穗序木蓝（学名：Indigofera hendecaphylla）为豆科木蓝属下的一个种。俗名：十一叶木蓝、铺地木蓝。生长在海拔800-1100米的空旷地、竹园、路边潮湿的向阳处。产台湾、广东（广州）、云南（西部及西南部）。也分布在印度、越南、泰国、菲律宾、印度尼西亚。